# Meester Patissier
Een (SVH) Meester Patissier is in Nederland een patissier die de meesterproef van de Stichting Vakbekwaamheid Horeca (SVH) succesvol heeft afgelegd. De SVH meestertitel is de hoogste graad van vakbekwaamheid die in de horeca in Nederland behaald kan worden.
De titel SVH Meester Patissier is de hoogst haalbare waardering binnen de bakkerijbranche en is merkenrechtelijk beschermd. Alleen diegenen die bij SVH geslaagd zijn voor de meesterproef en officieel geïnaugureerd zijn als meester en zodoende zijn opgenomen in het register van SVH-meesters, zijn gerechtigd tot het voeren van deze titel.
Nederland kent vijf Meester Patissiers: Robèrt van Beckhoven (2010), Rudolph van Veen (2010), Hidde de Brabander (2018), Hans-Peter Winter en Nico van Doorn (2025).